# Кривая Рибокура
Кривая Рибокура — плоская кривая, определяемая как геометрическое место точек, постоянного отношения радиуса кривизны к длине отрезка нормали от пересечения с кривой до пересечения с осью абсцисс.
Кривую исследовал Альбер Рибокур в 1880 году.

## Уравнения
- в прямоугольных координатах:

{\displaystyle x=\int \limits _{0}^{y}{\frac {\mathrm {d} y}{\sqrt {\left({\frac {y}{c}}\right)^{2n}-1}}},}
где {\displaystyle n} — отношение длины нормали к радиусу кривизны.
- параметрическое уравнение:

{\displaystyle {\begin{cases}x=(m+1)C\int \limits _{0}^{t}\sin ^{m+1}\tau \;\mathrm {d} \tau \\y=C\sin ^{m+1}t,\end{cases}}}
где {\displaystyle m=-(n+1)n,\;\;n={\frac {1}{h}},\;\;h} — целое.

## Частные случаи
- Окружность при {\displaystyle m=0},
- Циклоида при {\displaystyle m=1},
- Цепная линия при {\displaystyle m=2},
- Парабола при {\displaystyle m=3}.
- Синусоидальная спираль